# 石兆彬
石兆彬（1945年11月2日—），福建漳州人。中华人民共和国政治人物。
早年毕业于福建师范学院外语系，后供职于福建省军区。1982年，任共青团福建省委副书记。1990年，任中共福建省厦门市委书记。1999年，调任中共福建省委副书记。2000年，因远华案被调查，2003年，因受贿罪被判处13年有期徒刑。2005年，石兆彬获准保外就医返回家乡。遠華案中指控石兆彬收受六十萬人民幣賄賂的陳燕新承认指控爲在「四二零专案组」重压下的诬告。陳燕新原爲廈門市石油集團有限公司總經理，於遠華案中初審被判死刑，後依次減刑至死緩、無期。「四二零专案组」對遠華案的調查工作由時任總理朱鎔基督辦，時任福建省省長習近平積極協助、處理、查處。